# Cliona
Cliona es un género de poríferos de la clase Demospongiae que incluye especies principalmente excavadoras, incrustantes, que habitan en los arrecifes de coral. Se incrustan por completo en el sustrato en el que excavaron, con una delgada capa de tejido marrón, perforan e incrustan las colonias de coral. Se pueden llegar a expandir varios metros de diámetro, y conforme la población de Cliona se va dispersando, se puede distinguir el esqueleto de coral subyacente, y la cantidad de espacio que ha llegado a ocupar, en donde antes habitaba el coral. Tienen ósculos pequeños y discretos. Prefieren habitar arrecifes poco profundos, en una zona con oleaje constante y mucha brisa.

## Generalidades
Estas esponjas presentan tres estadios de crecimiento, fáciles de identificar en campo. El primero se le conoce como estadio alfa, donde podemos apreciar pequeñas papilas de unos poco centímetros de diámetro y algunas con una abertura central (ósculo). En el estadio beta, se da la fusión de las papilas cuando la esponja se incrusta casi totalmente al sustrato, formándose un manto de color marrón a marrón oscuro. El tercer estadio, el estadio gamma, consiste en el engrosamiento de la capa de tejido superficial estas esponjas de crecimiento masivo, donde este resulta incrustado por zontídeos simbiontes.
Es en el estadio beta, es donde se ha podido observar un rápido desarrollo sobre el sustrato donde se las encuentre. Las esponjas excavadoras utilizan la combinación de unos filamentos pioneros de entre 1 y 2mm de diámetro y hasta varios centímetros de longitud, que se proyectan inmediatamente por debajo de la base de los pólipos del coral y que socavan sus estructuras de soporte, favoreciendo, el retraimiento de los pólipos, su caída, o su remoción.
Adicionalmente se sospecha que este tipo de esponjas utilizan ciertos compuestos químicas únicas, las cuales van afectando los corales vecinos, en su proceso de avance, donde se ha podido encontrar en sus extractos orgánicos crudos, incluidos en geles insolubles en agua y puestos en contacto con tejido coralino vivo, lograron blanquear el coral e incluso matarlo.

## Amenazas
Este tipo de esponjas es una principal amenaza de la destrucción de coral en el mar Caribe principalmente, donde se ha venido observando, el aumento de sus poblaciones en cifras que van y van subiendo con el tiempo. Aparte de su rápido avance excavando el coral, hay varias especies de peces como el pez loro y mariposa, que contribuyen a la destrucción del coral al remover el tejido coralino que hay en la fase interacción coral-esponja, y que debido al debilitamiento de su soporte esquelético, facilita a la esponja a remover el tejido.

## Mecanismos de acción
Sus larvas pueden fijarse en pequeños espacios de coral, que se encuentre muerto recientemente, penetrando hacia el interior y hacia los lados a medida que excavan. Si mientras van avanzando y se topan con corales vivos lateralmente, envían frentes de tejido y filamentos delgados por debajo de los pólipos, carcomiendo así el soporte del coral el cual, muere, retrocediendo y la esponja avanza, erosionando completamente la capa superficial del coral y penetrando hacia abajo dentro del esqueleto. Aparte de crecer sobre el pavimento calcáreo y coral muerto, han sido observados avanzado contra el tejido vivo de los principales corales constructores del andamiaje arrecifal.

## Ecología
Independiente de lo que se espera a futuro, hoy en día podemos observar varios arrecifes coralinos infestados por esponjas excavadoras, acabando completamente con su tejido de coral. Los corales son los principales organismos en el andamiaje arrecifal y también se consideran los organismos predominantes en los arrecifes actualmente.
A pesar de que las esponjas tengan un alto nivel comercial por ser de los organismos de importancia como productores de sustancias naturales, se debe investigar la manera donde la abundancia de sus poblaciones se disminuyan o sino a futuro, tal vez, tengamos más problemas con los arrecifes coralinos.

## Especies
- Cliona aethiopicus Burton, 1932
- Cliona albimarginata Calcinai, ''et al.'', 2005
- Cliona amplicavata Rützler, 1974
- Cliona annulifera Annandale, 1915
- Cliona aprica Pang, 1973
- Cliona arenosa (Schmidt, 1870)
- Cliona argus Thiele, 1898
- Cliona barbadensis Holmes, 2000
- Cliona burtoni Topsent, 1932
- Cliona caesia (Schönberg, 2000)
- Cliona caledoniae van Soest & Beglinger, 2009
- Cliona californiana de Laubenfels, 1932
- Cliona caribbaea Carter, 1882
- Cliona carteri (Ridley, 1881)
- Cliona celata Grant, 1826
- Cliona chilensis Thiele, 1905
- Cliona delitrix Pang, 1973
- Cliona desimoni Bavestrello ''et al.'', 1995
- Cliona dioryssa (de Laubenfels, 1950)
- Cliona dissimilis Ridley & Dendy, 1886
- Cliona diversityla Sarà, 1978
- Cliona dubbia (Duchassaing & Michelotti, 1864)
- Cliona duvernoysii (Duchassaing, 1850)
- Cliona ecaudis Topsent, 1932
- Cliona ensifera Sollas, 1878
- Cliona euryphylle Topsent, 1888
- Cliona favus Calcinai ''et al.'', 2005
- Cliona flavifodina Rützler, 1974
- Cliona infrafoliata (Thiele, 1898)
- Cliona insidiosa Hancock, 1849
- Cliona janitrix Topsent, 1932
- Cliona johannae Topsent, 1932
- Cliona johnstoni (Carter, 1886)
- Cliona jullieni Topsent, 1891
- Cliona kempi Annandale, 1915
- Cliona labiata (Keller, 1880)
- Cliona langae Pang, 1973
- Cliona latens (Duchassaing & Michelotti, 1864)
- Cliona laticavicola Pang, 1973
- Cliona lesueuri Topsent, 1888
- Cliona liangae Calcinai ''et al.'', 2005
- Cliona lisa Cuartas, 1991
- Cliona lobata Hancock, 1849
- Cliona macgeachi Holmes, 2000
- Cliona michelini Topsent, 1887
- Cliona microstrongylata Carballo & Cruz-Barra, 2005
- Cliona millepunctata Hancock, 1849
- Cliona minuscula Schönberg, Grass & Heiermann, 2006
- Cliona mucronata Sollas, 1878
- Cliona mussae (Keller, 1891)
- Cliona nodulosa Calcinai ''et al.'', 2000
- Cliona orientalis Thiele, 1900
- Cliona papillae Carballo ''et al.'', 2004
- Cliona parenzani Corriero & Scalera-Liaci, 1997
- Cliona patera (Hardwicke, 1822)
- Cliona paucispina Rützler, 1974
- Cliona peponacea Pang, 1973
- Cliona phallica Leidy, 1889
- Cliona pocillopora Bautista-Guerrero ''et al.'', 2006
- Cliona radiata Hancock, 1849
- Cliona raphida Boury-Esnault, 1973
- Cliona raromicrosclera (Dickinson, 1945)
- Cliona reticulata Ise & Fujita, 2005
- Cliona rhodensis Rützler & Bromley, 1981
- Cliona rubra
- Cliona schmidti (Ridley, 1881)
- Cliona spissaspira Corriero & Nonnis Marzano, 2006
- Cliona strombi (Duchassaing & Michelotti, 1864)
- Cliona subulata Sollas, 1878
- Cliona tenuis Zea & Weil, 2003
- Cliona thoosina Topsent, 1888
- Cliona tinctoria Schönberg, 2000
- Cliona topsenti (Lendenfeld, 1897)
- Cliona undulata (George & Wilson, 1919)
- Cliona utricularis Calcinai ''et al.'', 2005
- Cliona valentis (de Laubenfels, 1957)
- Cliona vallartense Carballo ''et al.'', 2004
- Cliona varians (Duchassaing & Michelotti, 1864)
- Cliona vermifera Hancock, 1867
- Cliona viridis (Schmidt, 1862)